# Бикбулово
Бикбу́лово (тат. Бикбау) — село в Мензелинском районе Республики Татарстан, административный центр Бикбуловского сельского поселения.

## Этимология
Топоним произошел от татарских слов «бик» (затвор, замок, засов, щеколда) и «бау» (веревка).

## География
Деревня находится на реке Ик, в 24 км к востоку от районного центра — города Мензелинска.

## История
В окрестностях села выявлены археологические памятники: Бикбуловская стоянка (срубная культура), Бикбуловские селища I (пьяноборская культура и булгарская керамика золотоордынского времени) и II (булгарский памятник золотоордынского времени), Бикбуловское городище (пьяноборская культура), Бикбуловский могильник (ряд погребений, датируемых золотоордынским периодом; местное население называет это место «Могилой святых»).
Село основано не позднее второй половины XVII века. До середины XVIII века состояло из двух деревень – Бикбау и Бикбау Якуб, в официальных источниках 1902–1932 годов также учитывалось как два населенных пункта – Первое Бикбулово и Второе Бикбулово.
В XVIII–XIX веках жители относились к сословиям башкир-вотчинников и тептярей. Основные занятия жителей в этот период — земледелие и скотоводство, было распространено пчеловодство.
Во время Крестьянской войны 1773–1775 годов в отрядах пугачёвцев сражались 65 уроженцев села.
Первая мечеть была построена до 1760 года, в 1815 году действовали 3 мечети. По сведениям 1842 года, при первой мечети действовало медресе (открыто не позднее конца XVIII века), при двух других — мектебы.
В конце XIX века в селе действовали 3 ветряные мельницы. В этот период земельный надел сельской общины составлял 5224 десятины.
До 1920 года село входило в Семиостровскую волость Мензелинского уезда Уфимской губернии. С 1920 года в составе Мензелинского кантона ТАССР. С 10 августа 1930 года – в Мензелинском, с 19 февраля 1954 года – в Матвеевском, с 19 ноября 1954 года в Мензелинском районах.
В 1930 году в селе был организован колхоз «Корыч». С 1999 года в составе сельскохозяйственного производственного кооператива «Омет», с 2006 года — общества с ограниченной ответственностью «Агрофирма «Мензелинские зори».

## Население
| 1747 | 1795 | 1858 | 1870 | 1897 | 1913 | 1920 | 1926 | 1938 | 1958 | 1970 | 1979 | 1989 | 2002 | 2010 | 2017 |
| ---- | ---- | ---- | ---- | ---- | ---- | ---- | ---- | ---- | ---- | ---- | ---- | ---- | ---- | ---- | ---- |
| 65   | 660  | 1592 | 1812 | 2069 | 2898 | 2740 | 2377 | 2443 | 2124 | 2170 | 1891 | 971  | 725  | 551  | 472  |

Национальный состав села — татары.

## Экономика
Жители села работают в ООО «Агрофирма «Мензелинские зори», занимаются полеводством, мясо-молочным скотоводством.

## Инфраструктура
В селе действуют дом культуры, библиотека.

## Религия
Мечеть (с 1993 года).

## Известные люди
- Р. Г. Маликов (р. 1949) — народный артист РТ, заслуженный артист Республики Башкортостан